# Shūichi Sakai
Shūichi Sakai (japanisch 酒井 崇一 Sakai Shūichi; * 13. Mai 1996 in Nagasu, Präfektur Kumamoto) ist ein japanischer Fußballspieler.

## Karriere
Sakai erlernte das Fußballspielen in den Jugendmannschaften vom Kumamoto United SC und Kyoto Sanga FC sowie in der Universitätsmannschaft der Tokai-Universität. Seinen ersten Vertrag unterschrieb er 2019 bei Roasso Kumamoto. Der Verein, der in der	Präfektur Kumamoto beheimatet ist, spielte in der dritten japanischen Liga, der J3 League. 2021 feierte er mit Kumamoto die Meisterschaft der dritten Liga und den Aufstieg in die zweite Liga. Für Kumamoto bestritt er insgesamt 53 Ligaspiele. Zu Beginn der Saison 2023 unterschrieb er einen Vertrag beim ebenfalls in der zweiten Liga spielenden Thespakusatsu Gunma. Am Ende der Saison 2024 musste er mit dem Verein als Tabellenletzter den Weg in die Drittklassigkeit antreten. Nach dem Abstieg verließ er den Verein und schloss sich im Januar 2025 dem Zweitligisten Kataller Toyama aus Toyama an.

## Erfolge
Roasso Kumamoto
- Japanischer Drittligameister: 2021  ▲